# Ramulus nematodes
Ramulus nematodes es una especie asiática de insecto palo.

## Descripción
- Carece de alas.
- Puede crecer bastante, hasta 18,1 cm de longitud.[2]
- Similar en apariencia a Ramulus artemis.

## Distribución
Se encuentra en Singapur, Malasia, Borneo, Sumatra y Tailandia (se menciona la variación Khao Lak). Habita en plantas.

## Información de cría
Se considera[cita requerida] que tiene altas tasas de natalidad, mortalidad, puesta de huevos y ciclo de vida. Se puede criar en cautiverio, aunque algunos cuidadores[¿quién?] informan que tienen problemas.